# Ali Mal 1
Ali Mal 1 est un village du Cameroun situé dans le département du Mayo-Banyo et la Région de l'Adamaoua. Il fait partie de la commune de Bankim. 

## Population
Lors du recensement de 2005, on y a dénombré 2 328 personnes. 
D'après le plan communal de développement de la commune de Bankim daté de juillet 2015, Ali Mal 1 comptait 3 239 habitants.